# Batavia Air
Batavia Air of Metro Batavia was een Indonesische luchtvaartmaatschappij met als thuisbasis Jakarta.

## Geschiedenis
Batavia Air werd in 2001 opgericht als Metro Batavia. Op 31 januari 2013 kwam er een einde aan Batavia Air omdat de maatschappij failliet ging.

## Diensten
Batavia Air voerde in de zomer van 2007 lijnvluchten uit naar:
Binnenland:
- Ambon, Balikpapan, Banjarmasin, Batam, Denpasar, Jakarta, Jambi, Jayapura, Kupang, Makassar, Manado, Manokwari, Medan, Padang, Palangkaraya, Palembang, Palu, Pangkal Pinang, Pekanbaru, Pontianak, Semarang, Surabaya, Tanjung Pandan, Yogyakarta.

Buitenland:
- Guangzhou, Kuching, Singapore, Dili

## Vloot

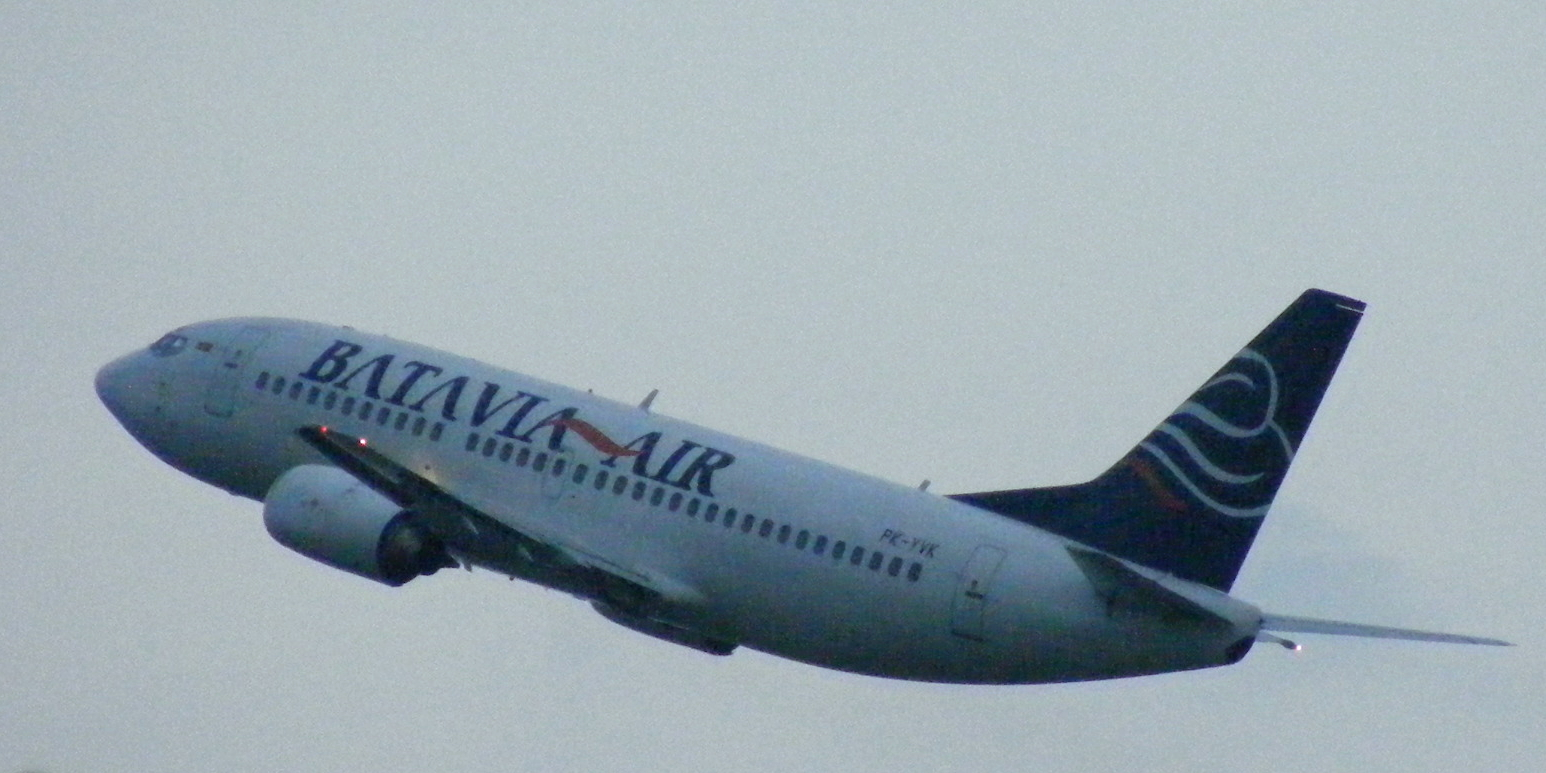
Batavia Air Boeing 737-300

De vloot van Batavia Air bestond in september 2011 uit:
- 1 Airbus AB319-100
- 7 Airbus AB320-200
- 2 Airbus AB330-200
- 3 Boeing B737-200
- 14 Boeing B737-300
- 10 Boeing B737-400